# Ахметово (Кушнаренковский район)
Ахметово (баш. Әхмәт) — село в Кушнаренковском районе Башкортостана, административный центр Ахметовского сельсовета.

## Географическое положение
Расстояние до:
- районного центра (Кушнаренково): 16 км,
- ближайшей ж/д станции (Уфа): 56 км.

## Население
| 2002 | 2009 | 2010 |
| ---- | ---- | ---- |
| 891  | ↗982 | ↘886 |

Согласно переписи 2002 года, башкиры — 61 %, татары составляли 37 % населения.

## Религия
В селе есть мечеть.

## Известные уроженцы
- Ахмалетдинов, Фазульян Фазлыевич (15 апреля 1918 — 29 апреля 1979) — участник советско-финской и Великой Отечественной войн, Герой Советского Союза[5].